# El satélite pirata
El satélite pirata (en inglés Ricochet) es el quinto episodio de la segunda temporada de los Thunderbirds, serie de televisión de Gerry Anderson para Supermarionation fue el 31er episodio producido. El episodio salió al aire primero en ATV Midlands el 6 de noviembre de 1966. Fue escrito por Tony Barwick y dirigido por Brian Burgess.

## Sinopsis
En el espacio, una estación de televisión pirata es dañada por la destrucción de un cohete defectuoso y es destinado a ser desintegrado durante la entrada a la atmósfera. El Thunderbird 5 está fallando y no puede ayudar. Tin-Tin recoge un mensaje de SOS de los piratas en la Television, y Thunderbirds 2 y 3 salvan a la tripulación de la nave espacial desautorizada en el desierto.

## Reparto

### Reparto de voz regular
- Jeff Tracy — Peter Dyneley
- Scott Tracy — Shane Rimmer
- Virgil Tracy — David Holliday
- Alan Tracy — Matt Zimmerman
- Gordon Tracy - David Graham
- Tin-Tin Kyrano — Christine Finn
- Brains - David Graham
- Abuela Tracy - Christine Finn

### Reparto de voz invitado
- Rick O'Shea - Ray Barrett
- Loman - David Graham
- Profesor Mitchell - Sylvia Anderson
- Power - Jeremy Wilkin
- Control Espacial Internacional - Charles Tingwell
- DJ Tom - Jeremy Wilkin
- Computadora de la Base Sentinela - David Graham

## Equipo principal
Los vehículos y equipos vistos en el episodio son:
- Thunderbird 2 (llevando el fuselaje 3)
- Thunderbird 3
- Thunderbird 5
- Satélite KLA
- Telsat 4

## Errores
Como Gordon y John están colocando el nuevo componente en el Thunderbird 5, John habla con Gordon por el comunicador diciendo: «Parece que harán falta otras dos horas antes de que volvamos al negocio». Mientras tanto, Rescate Internacional no está operativo. 